# Universidade da Ásia Central
A Universidade da Ásia Central (em inglês: University of Central Asia - UCA) é uma universidade pública presente no Cazaquistão, Quirguistão e Tajiquistão, tendo sido fundada em 2000 pelos governos destes três países.  Ela está entre as poucas instituições internacionalmente fretadas do mundo do ensino superior. O Tratado que institui esta universidade secular foi assinado pelo Aga Khan e os presidentes do Cazaquistão, Quirguistão e Tajiquistão, ratificado pelos respectivos parlamentos, e registrado com as Nações Unidas. A universidade possui três campis de igual tamanho e estatura em cada um dos países fundadores.
A missão da UCA é promover o desenvolvimento sócioeconómico das sociedades da Ásia Central, e ao mesmo tempo ajudar os povos da região para preservar e aproveitar suas tradições culturais e heranças como ativos para o futuro. A entrada para o UCA é baseada no mérito, conforme determinado por padrões objetivos. Recursos financeiros de um candidato não desempenham um papel nas decisões sobre a admissão e nenhum estudante qualificado é impedido de estudar na universidade por razões financeiras.
Atualmente, o Diretor Geral do UCA está no comando das operações e planejamento no escritório da Administração Central em Bisqueque, no Quirguistão.